# Переименованные улицы Актобе

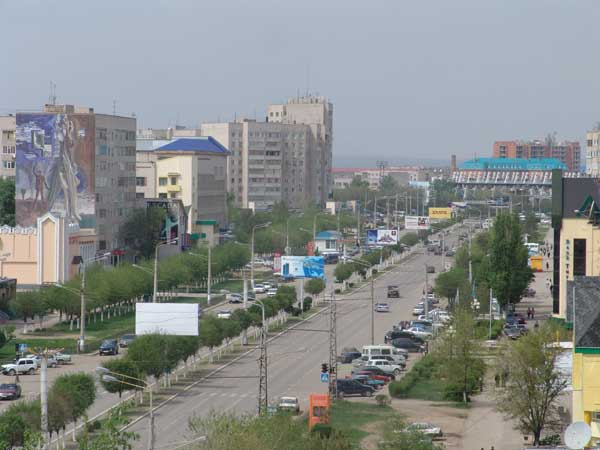
Главный проспект города за всю его историю переименовывали три раза.

Переименованные улицы Актобе — список улиц казахстанского города Актобе (до 1999 года — Актюбинск), менявших своё название в различные периоды.
Актобе был основан в 1869 году как укрепление на левом берегу реки Илек. Первые улицы появились примерно в то же самое время. В советский период некоторые из них были переименованы, улицам давали названия, носящие идеологический характер (Советская улица, Коммунистическая улица), и имена коммунистических деятелей (Ленинский пр., ул. Карла Маркса). В поздний советский период и после распада СССР многие такие улицы были переименованы в честь известных казахских деятелей прошлого. В 1990—2005 годах новые названия получили около полусотни улиц. В 2005—2010 годах переименованию подверглись около двух сотен улиц. Всего в городе насчитывается более 600 улиц, в том числе около 80 переулков и 8 проспектов. Неудобства, связанные с переименованием улиц, привели к введению моратория на переименование улиц в Актобе на два года в 2003 году. В ноябре 2010 года мораторий на переименование улиц города был возобновлён. Запрет также коснулся присваивания названий новым улицам, из-за чего появилось большое количество безымянных улиц. Запрет соблюдался вплоть до недавнего времени, но в конце октября 2016 года было объявлено, что к празднованию 25-летия независимости Казахстана в Актобе новые названия получат сразу 25 улиц.

## Список
| # А Б В Г Д Е Ё Ж З И К Л М Н О П Р С Т У Ф Х Ц Ч Ш Щ Э Ю Я |

### #
- 1905 года, ул. → ул. Кайрата Рыскулбекова[6]
- 40 лет Победы, ул. → ул. Балдаурен[7]
- 50 лет Октября, ул. → ул. Тахави Ахтанова[8]
- 70 лет Октября, ул. → ул. Жеруйык[9]
- 8 марта, ул. → ул. 8 наурыз[7]
- XX партсъезда пр. → ул. Курмангали Оспанова[8]

### А
- Абулхаир-хана, пр. (не путать с нынешним пр. Абилкайыр-хана, который ранее назывался Ленинским пр.) → пр. Санкибай батыра[10]
- Аппаратостроителей, ул. → ул. А. Гуцало
- Астраханская ул. → ул. Бакира Тажибаева[8]
- Ахмета Жубанова, ул. → ул. Саги Жиенбаева

### Б
- Бабушкина, ул. → ул. Самурык[9]
- Белогорская ул. → ул. Актау
- Больничная ул. (Жанаконыс) → ул. Хамита Ергалиева[6][7]

### В
- Вагонная, ул. → ул. Айголек[7]
- Веерная ул. → ул. Имангали Билтабанова[8]
- Взрывпром, ул. → ул. Аяккум[7]
- Воровского, ул. → ул. Зангар[9]
- Ворошилова, ул. → ул. Темирбека Жургенова[8]

### Г
- Газизы Жубановой, ул. → ул. А. Калыбаева
- Гарнизонная ул. → ул. Жанши Досмухамед-улы[9]
- Геологическая, ул. → ул. Геологтар[7]
- Горького, ул. → ул. Асау Барака[1]
- Грозненская ул. → ул. Ибатова

### Д
- Дачный, ул. → ул. Бакшалы[7]
- Демьяна Бедного, ул. → ул. Касым-хана[9]
- Декабристов, ул. → ул. Сауран[9]
- Деповская ул. → ул. Сержана Жаманкулова[8]
- Дружбы, ул. → ул. Е. Тайбекова
- Дзержинского, ул. → ул. Нагима Кобландина[8]
- Донская ул. → ул. Кожабая Жазыкова[8]

### Ж
- Жалантоса Бахадура, ул. → ул. Танирбергена Молдабая[7]
- Жданова, ул. → ул. Казангапа
- Жуковского, ул. → ул. Жанибек-хана[9]

### З
- Заречная ул. → ул. Газизы Жубановой[8]
- Земледельческая ул. → ул. Алтынемел[9]

### К
- Казахская ул. → пер. Самал
- Кавказская ул. → ул. Жиенгали Тлепбергенова[8]
- Калинина, ул. → ул. Динмухамеда Кунаева
- Карагандинская ул. → ул. Узакбая Кулымбетова[8]
- Карла Либкнехта, ул. → ул. Шернияза[8] (изначально Старожительская ул., затем Александровская ул., с 1919 года — ул. К. Либкнехта)
- Карла Маркса, ул. → ул. Ажибай би
- Кирова, ул. → ул. Есет батыра
- Кленовая, ул. → ул. Ойыл (Уил)[7]
- Клубная ул. → ул. Толеуа Алдиярова[8]
- Кобозева, ул. → ул. Бурабай[9]
- Кольцова, ул. → ул. Орал[9]
- Колхозная ул. → ул. Алтай батыр[1]
- Коммунальщиков, ул. → ул. Амре Кашаубаева[6]
- Коммунистическая, ул. → ул. Ибрая Алтынсарина
- Комсомольская, ул. → ул. Карасай батыра[1]
- Комсомольская, ул. → ул. Баян батыра[7]
- Братьев Коростелёвых, ул. → ул. Керей-хана[9]
- Котовского, ул. → ул. Габита Мусрепова[9]
- Красная ул. → ул. Сакена Сейфуллина[6]
- Красногорская ул. → ул. Абубакра Кердери[6]
- Краснощёкова, ул. → ул. Атырау[9]
- Кубанская ул. → ул. Мирзояна (ныне ещё раз переименована в ул. Букейханова)
- Куйбышева, ул. → ул. Сыганак[9]

### Л
- Ленина, ул. → ул. Айтеке би
- Ленина, ул. (Жанаконыс) → ул. Баубека Булкышева[6][7]
- Ленинградская ул. → ул. Мухамеджана Тынышпаева[9]
- Ленинский пр. → пр. Абилкайыр-хана[10]
- Линейная ул. → ул. Зинченко
- Линейный → ул. Коркем[7]
- Люксембург Розы, ул. → ул. Дины Нурпеисовой[9]

### М
- Малый пер. → ул. Жарменке
- Машиностроителей, ул. → ул. Сарышолака Боранбайулы[7]
- Мебельная, ул. → ул. Ак желкен[7]
- Мира, пр. → пр. Бейбитшилик
- Мирзояна Левона, ул. → ул. Алихана Букейханова[9]
- Михайлова, ул. → ул. Бакытжана Махамбетова
- Молодёжная ул. → ул. Жастар
- Московская, ул. → ул. Саима Балмуханова[7]

### Н
- Новокооперативная, ул. → ул. Рабиги Сыздык[7]
- Новороссийская, ул. → ул. Сегизбая Калыбекулы[7]
- Новочеркасская ул. → ул. Тулегена Айбергенова[8]

### О
- Озёрная ул. → ул. Мукагали Макатаева[6]
- Октябрьская ул. → ул. Д. Беркимбаева
- Октябрьский бульвар → пр. Абая
- Орджоникидзе, ул. → ул. Уалиханова

### П
- Павлика Морозова, ул. → ул. Мади Бапиулы[7]
- Парижской коммуны, ул. → ул. Султанмахмута Торайгырова[6]
- Патоличева, ул. → ул. Билге-каган[9]
- Первомайская, ул. → ул. Изтая Мамбетова[7]
- Перова, ул. → ул. В. Ливенцова
- Петровского, ул. → ул. Мухтара Арынова[8]
- Пионерская ул. → ул. А. Яншина
- Пожарная, ул. → ул. Саралжын[7]
- Пожарского, ул. → ул. Утегена Турмагамбетова[7]
- Полевая, ул. → ул. Олке (Ульке)[7]
- Почтовая, ул. → ул. Рамазана Нуржанова[7]
- Правды, ул. → ул. Карагул батыра
- Пугачёва, ул. → ул. Мухтара Ауэзова[9]

### Р
- Разина Степана, ул. → ул. Машхур Жусупа Копеева[9]
- Родниковская, ул. → ул. Бухар жырау[7]

### С
- Садовая ул. → ул. Хиуаз Доспановой[6]
- Саздинская ул. → ул. Алтынбека Акимжанова[8]
- Свердлова, ул. → ул. Бактыбай батыра[1]
- Связистов, ул. → ул. М. Прохорова
- Северная, ул. → ул. Кенена Азербаева[7]
- Селиверстова, ул. → ул. Тлеу батыра[11]
- Скулкина, ул. → ул. Шамши Калдаякова
- Снайперская, ул. → ул. Наби Жаксыбаева[7]
- Советская, ул. → ул. Махамбета Утемисова[8]
- Советская, ул. (Жанаконыс) → ул. Кажыгали Муханбеткалиулы[7]
- Советский пер. → ул. Озбекали Жанибекова[6]
- Совхозный проезд → ул. Уш-таган[9]
- Солнечная, ул. → ул. Колганата Токпаева[7]
- Спортивная, ул. → ул. Спортшылар[7]
- Степная ул. → ул. А. Смагулова
- Степная, ул. → ул. Сары Батакулы[7]
- Строительная ул. → ул. Рыскулова
- Студенческая, ул. → ул. Студенттер[7]

### Т
- Тельмана, ул. → ул. Иргиз (Ыргыз)[9]
- Торговый, пер. → пер. Тобылгы[7]
- Транспортная ул. → ул. А. Наумова
- Труда, пр. → пр. Санкибай батыра
- Тупой пер. → пер. Кокжиек
- Тюленина, ул. → ул. Марата Оспанова

### У
- Уалиханова Ш., ул. → ул. А. Косжанова (сейчас имя Валиханова носит другая улица)
- Ударная ул. → ул. Темирказык[9]

### Ф
- Фабричная ул. → ул. Сабыра Курманалина[8]
- Фестивальная ул. → ул. Мукана Толебаева[7]
- Фрунзе, ул. → ул. Жанкожа-батыра[1] (с 1995 года; до 1925 года → Илецкая ул.)
- Фрунзенский пер. → пер. Изгилик[9]
- Фучик, ул. → ул. Толкын[7]

### Ш
- Шмидта, ул. → ул. Монке-би Тлеу-улы[8]

### Щ
- Щорса, ул. → ул. Арай[9]

### Ц
- Цементная ул. → ул. Алькея Маргулана[6]
- Центральная ул. → ул. М. Букенбаева

### Ч
- Чапаева, ул. → ул. Шакена Айманова[9]

### Э
- Элеваторная, ул. → ул. Актогай[7]
- Энгельса, ул. → ул. Братьев Жубановых

### Ю
- Юго-Запад-1 → ул. Сабита Муканова[8]